# Pep Coll
|  | Per a altres significats, vegeu «Josep Coll». |

Josep Coll i Martí (Pessonada, 16 d'octubre de 1949), més conegut com a Pep Coll, és un escriptor català. Autor prolífic, ha conreat diversos gèneres i ha col·laborat amb mitjans de comunicació, com diaris Segre, El Periódico i la revista Descobrir Catalunya. El seu món vital i literari són els Pirineus. Ha estat traduït al castellà i a l'èuscar. A més d'escriptor, ha estat professor de llengua i literatura catalanes.

## Biografia
Josep Coll i Martí prové d'una família humil i de recursos escassos. Va cursar els estudis bàsics d'humanitats al Seminari de la Seu d'Urgell i va seguir els estudis a la Universitat de Barcelona, on es va llicenciar en filosofia i lletres.

### Experiència professional
Els seus inicis com a professor es remunten a la Pobla de Segur (Pallars Jussà) on va estar treballant cinc anys i on va interessar-se per la llengua catalana. Un cop aprovades les oposicions va establir-se a Lleida, on desenvoluparà la tasca com a professor de Llengua i Literatura catalana al centre de secundària I.E.S. Màrius Torres des de l'any 1980-81 fins al 2009-10. Com a docent de llengua també ha estat un gran estudiós de la parla del Pallars.

### Experiència com a escriptor
Al llarg d'aquests anys, ha compaginat la tasca docent amb la professió d'escriptor, juntament, també, amb la de col·laborador de diversos espais comunicatius, on es dedica a difondre la cultura popular. És president del Centre d'Estudis del Pallars, estudiós del dialecte pallarès i coneixedor de les narracions tradicionals del Pirineu. Ha estat guardonat amb diversos premis entre els quals es destaca el Premi de la Crítica Catalana per la seva novel·la Dos taüts negres i dos de blancs.

## Obres

### Novel·la
- 1989 La mula vella, Empúries.
- 1995 El Pont de Mahoma, Empúries.
- 1997 El segle de la llum, Empúries.
- 1999 L'abominable crim de l'Alsina Graells, Empúries.
- 2002 Per les valls on es pon el sol, Edicions 62.
- 2004 Els arbres amics, Empúries.
- 2005 El salvatge dels Pirineus, Edicions 62.
- 2008 Les senyoretes de Lourdes, Proa.
- 2010 Nius, Proa.
- 2013 Dos taüts negres i dos de blancs, Proa.
- 2018 Al mateix riu d'Heràclit, Proa.[4]
- 2020 L'any que va caure la roca, Proa.[5]
- 2023 La llarga migdiada de Déu, Proa.[6]
- 2024 Els crims de la mel, Proa.[7]

### Narrativa breu
- 1989 Totes les dones es diuen Maria, Tres i Quatre.
- 1990 L'edat de les pedres, Empúries.

Reculls de llegendes
- 1986 Quan Judes era fadrí i sa mare festejava, La Magrana.
- 1993 Muntanyes Maleïdes, Empúries.
- 2003 El rei de la Val d'Aran, Empúries.
- 2006 Mentre el món serà món, Empúries.
- 2012 Llegendes d'arreu de Catalunya, La Galera.

### Narrativa infantil i juvenil
- 1988 El secret de la moixernera, Empúries.
- 1991 Què farem, què direm?, Editorial el vaixell de vapor.
- 1991 La bruixa del Pla de Beret, Empúries.
- 1994 Mi Long, el drac de la perla, La Galera.
- 1994 Muntanyes mig-maleïdes, Empúries.
- 1995 Les bruixes del Pla de Negua, La Galera.
- 1996 La fada del mirall, La Galera.
- 1998 El tresor de la nit de Nadal, La Magrana.
- 2005 La corona de Sant Nicolau, Parc Nacional d'Aigüestortes.
- 2008 L'habitació de la meva germana, Empúries.
- 2009 El setè enemic del bosc, Estrella Polar.
- 2010 Retorn a les muntanyes Maleïdes, Estrella Polar.

### Teatre
- 2004 La morisca de Gerri (obra inèdita, representada anualment a la Plaça de Gerri de la Sal el darrer dia de Festa Major).
- 1997 Miracles de Santa Maria d'Àneu (obra inèdita, representada cada estiu a Esterri d'Àneu amb actors del poble).
- 2004 Crònica de Mur (obra inèdita, estrenada el 19 se setembre de 2004 al Castell de Mur, amb motiu de la 1a Diada del Pallars Jussà).

### Assaig o crítica literària
- 1991 El parlar del Pallars, Empúries.
- 1996 Viatge al Pirineu fantàstic, Columna.
- 2010 Guia dels indrets mítics i llegendaris del Pallars Sobirà, París Edicions.
- 2012 Guia dels indrets mítics i llegendaris de la Ribagorça Romànica, Cossetània.

## Premis[8]
- 1991 Premi Gran Angular de literatura juvenil per Què farem, què direm?
- 1993 Premi de la Crítica Serra d'Or a la millor novel·la juvenil per Què farem, què direm?
- 1994 Ramon Muntaner per El Pont de Mahoma
- 1996 Octavi Pellissa per El segle de la llum
- 1997 Lola Anglada per El tresor de la Nit de Nadal
- 2005 Sant Joan per El salvatge dels Pirineus
- 2007 Sant Jordi per Les senyoretes de Lourdes[9]
- 2014 Premi Crexells, per Dos taüts negres i dos de blancs[10]
- 2014 Premi de la Crítica de narrativa catalana per Dos taüts negres i dos de blancs
- 2014 Premi Setè Cel per Dos taüts negres i dos de blancs[11]
- 2015 Premi Joaquim Amat-Piniella per Dos taüts negres i dos de blancs[12]